# 麥基爾街 (溫哥華)
麥基爾街（英語：McGill Street）是加拿大卑詩省溫哥華的一條東西向街道。街道較為多樣化，有着數棟柏文大廈。
街道包括由溫哥華港口局委託建造的的行車天橋，位於加拿大太平洋鐵路軌道之上。
《溫哥華太陽報》中提到，麥基爾街上的連香樹（Cercidiphyllum japonicum）總是「令人印象深刻」。